# スロップマンションにお帰り
『スロップマンションにお帰り』は1999年（平成11年）花とゆめ15号に掲載された高尾滋の漫画作品。また、それを含む5作品が収録された短編集。（2000年（平成12年）5月花とゆめコミックスより発行 ISBN 4-5921-7762-2）

## 収録作品
- スロップマンションにお帰り（平成11年　花とゆめ15号に掲載）
- 素顔の風景（平成11年　花とゆめ9～12号掲載）
- モナリザ（平成10年　花とゆめ14号掲載）
- 不思議図書館（平成8年　花とゆめ13号掲載）
- あじさいの庭（平成11年　花とゆめステップ増刊7/1号掲載）